# Peter Josef Blum

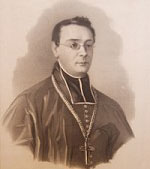
Peter Joseph Blum.

Peter Joseph Blum (Geisenheim, 18 april 1808 - Limburg an der Lahn, 30 december 1884) was een rooms-katholieke bisschop van het Duitse bisdom Limburg.

## Kultuurkampf
Blum - zoon van een schoenmaker - werd na zijn studies en pastoraal werk in 1842 benoemd tot de derde bisschop van het bisdom Limburg door paus Gregorius XVI. Gedurende zijn bestuur kwam hij herhaaldelijk in conflict met de Pruisische overheid. Die conflicten - beter bekend als de Kulturkampf - hadden tot gevolg dat bisschop Blum in 1877 werd afgezet, in uitvoering van de meiwetten van 1873.
Hij ging in ballingschap naar Bohemen waar hij onderdak kreeg bij Karl VI zu Löwenstein-Wertheim-Rosenberg, in het Schloss Hai. In 1883 kon bisschop Blum terugkeren naar Limburg, en dit omwille van de gewijzigde verhouding tussen kerk en staat.